# 大元大学
大元大学（：／），又称大元大学院，是一所位于韩国忠清北道堤川的私立大学。

## 历史
1994年11月17日，学校法人民生书院创办了大元专门大学，并于次年3月6日开学。1998年5月1日更名为大元工业大学。1999年10月18日更名为大元科技大学，2008年12月15日更名为大元大学（：／），2011年11月22日更名为大元大学。

### 院长和院长
从大元专门大学成立之初，一直任命院长，从更名为大元大学的时期开始使用校长名称。
大元大学的校长负责监督教授和其他教职员工的工作。监督学术事务，指导学生，并代表学校。根据学校法人民生学院的章程，经过选举程序，由民生学院理事长任命。任期为四年。
以2022年为准，김영철正在履行校长职务，任期将维持到2026年。
- 第一任校长：（1995.3.1~1998.9）
- 第二任校长：（1998.9.4~2002.8.31）
- 第三任校长：（2002.9.1~2003.5）
- 第四任校长：（2003.5.21~2006.8.31）
- 第五任校长：（2006.9.1~2010.8.31）
- 第六任校长：金孝謙（朝鲜语：김효겸）（2010.10.1~2014.9.30）
- 第七任校长：李元铎（2014.10.1~）

## 教育组织
大元大学设有工程系、自然科学系和人文社会科学系，并开设了专业学士学位课程，各系下设28个专业。